# ラ・ヨローナ〜泣く女〜
『ラ・ヨローナ〜泣く女〜』（ラ・ヨローナ なくおんな、原題: The Curse of La Llorona）は、2019年のアメリカ合衆国のホラー映画。監督はマイケル・チャベス、出演はリンダ・カーデリーニとレイモンド・クルスなど。中南米に古くから伝わる怪談「ラ・ヨローナ」を題材にしており、ジェームズ・ワンがプロデューサーを務めた。「死霊館ユニバース」の6作目であり、ストーリーの時系列上では『アナベル 死霊博物館』（2019年）と『死霊館 エンフィールド事件』（2016年）の間に位置している。

## ストーリー
1673年のメキシコ。ヨローナは愛する夫に浮気され、嫉妬に狂った結果、夫が世界で一番愛する我が子を溺死させ、自らも川に身を投げた。そして、ヨローナは白いドレス姿の悪霊となってこの世をさまよって水のあるところに現れ、自分の泣き声を聞いた子どもたちをさらっていく。
そして、時が過ぎ、時代は1973年のロサンゼルス。ソーシャルワーカーのアンナは、子どもたちが危険にさらされているという、2児の母親パトリシアからの助けを無視する。その後、パトリシアの2人の子供は川で水死してしまう。パトリシアはアンナに「あんたのせいよ!」と詰め寄り、さらに「あんたの子供もいずれ聞くはずよ。あの女の泣き声を」という不気味な言葉を投げつける。それこそが、あのヨローナの呪いだった。
そしてパトリシアの予言通り、ヨローナが次のターゲットとして狙いを定めたのは、アンナの2人の子どもたちだった。そんなアンナたちの前に信仰心を捨てようとしていたラファエル神父が現れ、最悪の呪いと対峙する。

## キャスト
※括弧内は日本語吹替声優。
- アンナ・テイト＝ガルシア: リンダ・カーデリーニ（宮島依里）
- クリス・ガルシア: ローマン・クリストウ（関根有咲）
- サマンサ・ガルシア: ジェイニー＝リン・キンチェン（渡谷美帆）
- ラファエル・オルヴェラ: レイモンド・クルス（日向とめ吉）
- パトリシア・アルバレス: パトリシア・ヴェラスケス（森夏姫）
- ラ・ヨローナ: マリソル・ラミレス
- クーパー刑事: ショーン・パトリック・トーマス（英語版）（木内秀信）
- ペレス神父: トニー・アメンドーラ（野島昭生）
- エイプリル: マデリーン・マックグロウ（クレジットなし）